# Miss España 1996
Miss España 1996 fue una edición del certamen de belleza Miss España. Se llevó a cabo el 1 de febrero de 1996 en el Palacios de Congresos y Posiciones de Castilla y León en Salamanca. María José Suárez fue la ganadora, la cual representó a España en el certamen Miss Universo 1996. La primera finalista representó al país en el Miss Mundo 1996 y la segunda finalista representó al país en el Miss Europa 1996.

## Resultados
| Resultados Final | Candidata |
| ---------------- | --- |
| Miss España 1996 | Sevilla - Ma. José Suárez |
| 1.a Finalista    | Cantabria - Patricia Ruiz |
| 2.a Finalista    | Málaga - Aurelia Barrera |
| Top 8            | Badajoz - Socorro Ortega La Coruña - Ma. del Carmen Dacal Las Palmas - Ana Noelia Martín Tenerife - Beatriz Arvelo Vizcaya - Olatz Pérez |
| Top 20           | Asturias - Laura Rodríguez Baleares - Patricia Fernández Barcelona - Macarena Martín Burgos - Ainhoa González Córdoba - Ana Torres Guadalajara - Ana María Díaz Lérida - Eva García Lugo - Rosa María Méndez Madrid - Fátima García Melilla - Eva María Blanco Salamanca - Beatriz Acera Zaragoza - Soraya Bazago |

## Premios especiales
| Resultado          | Candidata                  |
| ------------------ | -------------------------- |
| Mejor Traje Típico | Sevilla - Ma. José Suárez  |
| Miss Elegancia     | Málaga - Aurelia Barrera   |
| Miss Simpatía      | Jaén - María Luisa Tamargo |
| Miss Fotogénica    | Badajoz - Socorro Ortega   |

## Candidatas
(En la lista se utiliza su nombre completo, los sobrenombres van entrecomillados y los apellidos utilizados como nombre artístico, entre paréntesis; fuera de ella se utilizan sus nombres «artísticos» o simplificados).
| Provincia   | Candidata                     | Edad | Estatura        |
| ----------- | ----------------------------- | ---- | --------------- |
| Álava       | Sonia Sainz López             | 17   | 1,75 m (5′ 9″)  |
| Albacete    | Inmaculada Gallego Ruîz       | 17   | 1,80 m (5′ 11″) |
| Alicante    | Leticia Ruîz Caballero        | 18   | 1,70 m (5′ 7″)  |
| Almería     | Raquel Calvo Mayorga          | 17   | 1,72 m (5′ 8″)  |
| Asturias    | Laura Rodríguez Álvarez       | 20   | 1,70 m (5′ 7″)  |
| Ávila       | Nuria Herrera Salgado         | 17   | 1,75 m (5′ 9″)  |
| Badajoz     | Socorro Ortega Martin         | 20   | 1,78 m (5′ 10″) |
| Baleares    | Patricia Fernández Sánchez    | 19   | 1,73 m (5′ 8″)  |
| Barcelona   | Macarena Martín García        | 18   | 1,75 m (5′ 9″)  |
| Burgos      | Ainhoa González Romero        | 20   | 1,75 m (5′ 9″)  |
| Cáceres     | Ana Isabel Izquierdo López    | 22   | 1,73 m (5′ 8″)  |
| Cádiz       | Lucía Rojas Escámez           | 20   | 1,73 m (5′ 8″)  |
| Cantabria   | Patricia Ruiz Fernández       | 18   | 1,74 m (5′ 9″)  |
| Castellón   | Elena Zorilla Robles          | 18   | 1,80 m (5′ 11″) |
| Ceuta       | Laura Pérez López             | 20   | 1,74 m (5′ 9″)  |
| Ciudad Real | María Victoria Adán Loíza     | 17   | 1,75 m (5′ 9″)  |
| Córdoba     | Ana Torres Roldán             | 18   | 1,75 m (5′ 9″)  |
| Cuenca      | Carolina Espinosa Gallego     | 17   | 1,75 m (5′ 9″)  |
| Gerona      | Rosa María Casado Teixidor    | 21   | 1,77 m (5′ 10″) |
| Granada     | Angélica Pérez García         | 19   | 1,73 m (5′ 8″)  |
| Guadalajara | Ana María Díaz Espallargas    | 19   | 1,78 m (5′ 10″) |
| Guipúzcoa   | Sara Gimeno Terrazas          | 20   | 1,73 m (5′ 8″)  |
| Huelva      | Ana Isabel Cárdenas García    | 20   | 1,80 m (5′ 11″) |
| Huesca      | Jaizkibel Pascual Martines    | 20   | 1,74 m (5′ 9″)  |
| Jaén        | María Luisa Tamargo Ramírez   | 19   | 1,76 m (5′ 9″)  |
| La Coruña   | María del Carmen Dacal        | 17   | 1,78 m (5′ 10″) |
| La Rioja    | Eva Esteban Ramírez           | 19   | 1,75 m (5′ 9″)  |
| Las Palmas  | Ana Noelia Martín Madera      | 20   | 1,83 m (6′ 0″)  |
| León        | Raquel de la Torre Páez       | 19   | 1,74 m (5′ 9″)  |
| Lérida      | Eva García Redondo            | 18   | 1,81 m (5′ 11″) |
| Lugo        | Rosa María Méndez Pérez       | 21   | 1,77 m (5′ 10″) |
| Madrid      | Fátima García Oliva           | 21   | 1,79 m (5′ 10″) |
| Málaga      | Aurelia Barrera Escalera      | 18   | 1,76 m (5′ 9″)  |
| Melilla     | Eva María Blanco              | 20   | 1,75 m (5′ 9″)  |
| Murcia      | Raquel Gilabert Fuster        | 20   | 1,76 m (5′ 9″)  |
| Navarra     | Cristina San Juan Vega        | 18   | 1,71 m (5′ 7″)  |
| Orense      | Ana Isabel Herrera Ibáñez     | 20   | 1,77 m (5′ 10″) |
| Palencia    | Victoria Sahagún Macías       | 21   | 1,78 m (5′ 10″) |
| Pontevedra  | Yolanda Orge Ballesteros      | 18   | 1,76 m (5′ 9″)  |
| Salamanca   | Beatriz Acera Gómez           | 18   | 1,75 m (5′ 9″)  |
| Segovia     | Edna Blackwood Ezequiel       | 24   | 1,75 m (5′ 9″)  |
| Sevilla     | María José Suárez Benítez     | 20   | 1,76 m (5′ 9″)  |
| Soria       | Patricia Sebastián Cáceres    | 19   | 1,73 m (5′ 8″)  |
| Tarragona   | María Victoria Huvermann Pons | 18   | 1,74 m (5′ 9″)  |
| Tenerife    | Beatriz Arvelo Correa         | 18   | 1,82 m (6′ 0″)  |
| Teruel      | Rebeca López Tandy            | 19   | 1,74 m (5′ 9″)  |
| Toledo      | Egidio Roldán Torreseco       | 17   | 1,69 m (5′ 7″)  |
| Valencia    | Raquel Ferrer Torres          | 19   | 1,76 m (5′ 9″)  |
| Valladolid  | María Pascual Lera            | 17   | 1,80 m (5′ 11″) |
| Vizcaya     | Olatz Pérez                   | 19   | 1,73 m (5′ 8″)  |
| Zamora      | Verónica San Juan Estévez     | 18   | 1,72 m (5′ 8″)  |
| Zaragoza    | Soraya Bazago Marrero         | 19   | 1,75 m (5′ 9″)  |